# Fariba Nawa
 (février 2025).
Fariba Nawa (née en 1973) est une journaliste indépendante afghano-américaine qui a grandi à Hérat et Lashkar Gah en Afghanistan ainsi qu'à Fremont, en Californie. Elle est née à Hérat, en Afghanistan, dans une famille afghane d'origine.  Sa famille a fui le pays lors de l'invasion soviétique dans les années 1980. Elle est trilingue en persan, arabe et anglais. Elle a obtenu sa maîtrise en études du Moyen-Orient et en journalisme à l'université de New York. En 2000, elle s'est aventurée dans l'Afghanistan contrôlé par les talibans en se faufilant dans le pays via l'Iran. Elle a vécu et fait des reportages en Afghanistan de 2000 à 2007. En outre, elle a beaucoup voyagé en Afghanistan, en Iran, au Pakistan, en Égypte et en Allemagne, rendant compte de ses expériences.
Son rapport « Afghanistan Inc. » (dans Corp Watch) est l'une des principales sources utilisées par différents médias du monde entier pour débattre de l'efficacité des efforts de reconstruction en Afghanistan. Elle examine les progrès de la reconstruction, découvre quelques exemples de où l'argent est allé ou n'est pas allé, comment le système d'aide internationale fonctionne et ne fonctionne pas, et à quoi il ressemble réellement dans les villages et les villes où des étrangers reconstruisent le pays. campagne déchirée par la guerre. Elle est écrivain indépendante depuis 15 ans, couvrant la guerre, la corruption, les droits de l'homme, les tendances culturelles des femmes et la parentalité pour une série de journaux et de stations de radio prestigieux.
Son livre Opium Nation a été publié en novembre 2011. Ce livre est son récit personnel du trafic de drogue en Afghanistan et de la façon dont il a affecté les pauvres et les défavorisés.
Ses écrits ont été publiés dans divers médias, notamment The Atlantic, Newsweek, Sunday Times of London, Foreign Affairs, Daily Beast, Newsday, Mother Jones, The Village Voice, The Christian Science Monitor, San Francisco Chronicle et d'autres. Elle contribue également à des stations de radio telles que National Public Radio (NPR).

## Récompenses
- Finaliste du PEN USA dans la catégorie non-fiction de recherche pour Opium Nation, septembre 2012 ;

- Réalisation en matière de service communautaire de la Coalition afghane, mars 2013 ;

- Projet censuré pour le rapport d'enquête Afghanistan, Inc., octobre 2007 ;

- One World Broadcasting Trust Press Award pour « Les épouses des barons de la drogue », juin 2005 ;

- Bourse de l'Overseas Press Club pour un essai sur le trafic de drogue en Afghanistan, janvier 2004 ;